# Tollaincourt
Tollaincourt ist eine französische Gemeinde mit 117 Einwohnern (Stand: 1. Januar 2022) im Département Vosges in der Region Grand Est. Sie gehört zum Arrondissement Neufchâteau und zum Gemeindeverband Les Vosges côté Sud-Ouest. Die Bewohner werden Tollaincurtien(ne)s genannt.

## Geographie

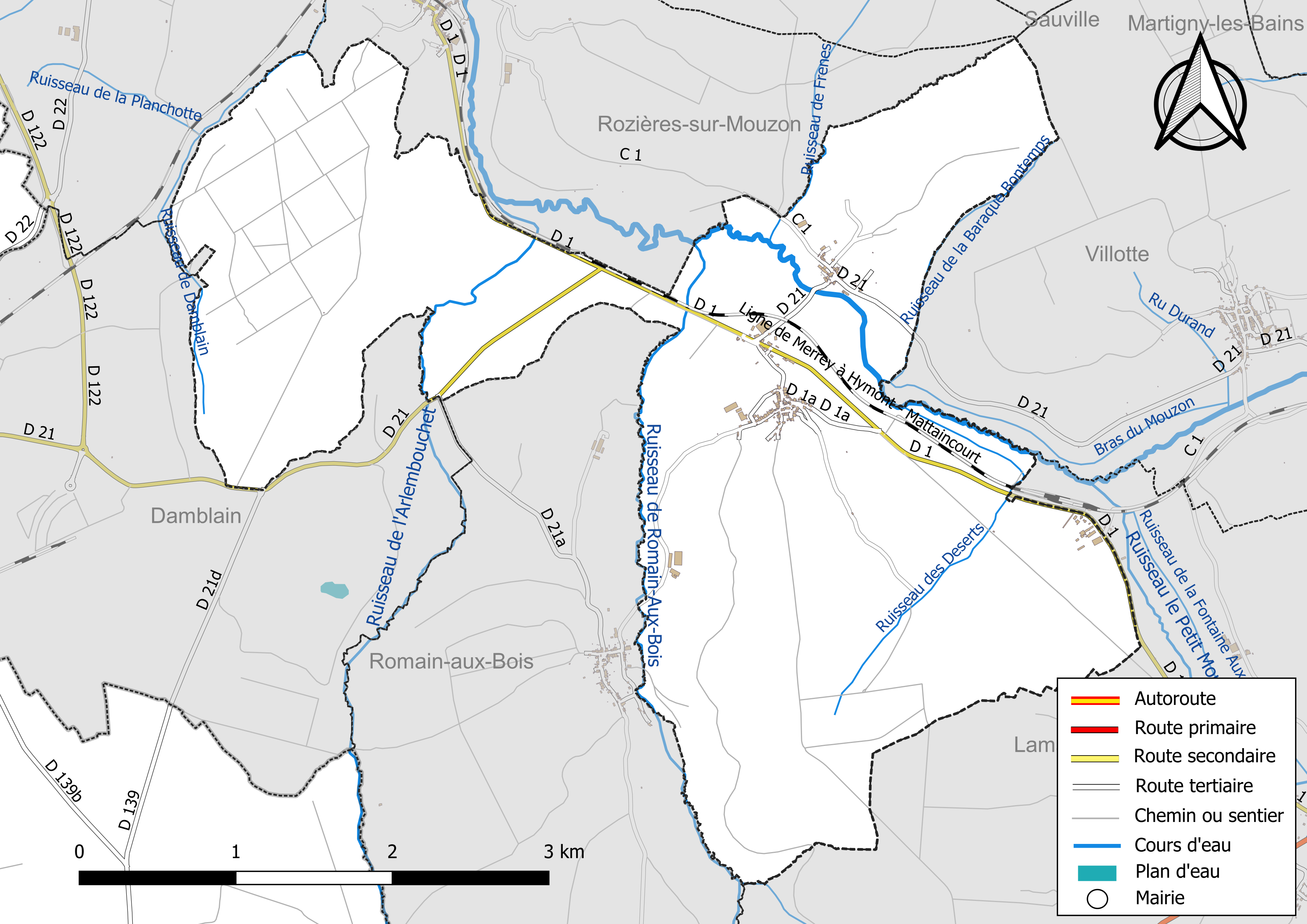
Gewässer und Verkehrswege der Gemeinde

Tollaincourt liegt am Oberlauf des Flusses Mouzon, etwa 19 Kilometer südwestlich von Vittel und etwa 56 Kilometer westlich von Épinal.
Das 14,13 km² große Gemeindegebiet umfasst einen schmalen Geländeabschnitt am Mouzon-Ufer sowie zwei weite Ausbuchtungen im Westen und Süden. Im Westen liegt das Waldgebiet Bois de l'Artembouchet, das schon an das Plateau von Langres grenzt, im Süden der Gemeinde reicht das Gelände bis zu den nordwestlichen Ausläufern der Monts Faucilles. Während das Dorf Tollaincourt auf ca. 370 m liegt, wird im Süden im Forst Le Chênoi mit 454 m die höchste Erhebung erreicht.
Die Gemeinde liegt im Einzugsgebiet des Rheins und wird neben dem Mouzon vom Ruisseau de l’Arlembouchet, vom Ruisseau de Romain-Aux-Bois, vom Ruisseau de Damblain, vom Ruisseau de Frenes, vom Ruisseau de la Baraque Bontemps, vom Ruisseau de la Planchotte und vom Ruisseau des Deserts entwässert.
Nachbargemeinden von Tollaincourt sind Blevaincourt im Nordwesten und Norden, Rozières-sur-Mouzon im Norden, Villotte im Nordosten, Lamarche im Südosten, Romain-aux-Bois im Süden sowie Damblain im Westen.

## Geschichte
Die Gemeinde Tollaincourt entstand mit Wirkung vom 1. Januar 2017 als Commune nouvelle durch Zusammenlegung der bis dahin selbstständigen Gemeinden Tollaincourt und Rocourt, die keinen Status von Communes déléguées besitzen. Die Mairie '(Rathaus) befindet sich in Tollaincourt.
Das Dorf Tollaincourt entstand unterhalb eines Bergsporns nahe einer Furt am Maas-Nebenfluss Mouzon. Die Geschichte des Dorfes ist untrennbar mit der des Schlosses (Château de Tollaincourt) verbunden. Es gehörte der Familie Tillancourt, die aus der Maas-Region stammte. Der letzte Schlossherr, Henry Tillancourt, wurde während der Französischen Revolution verhaftet und enteignet. Kurze Zeit später bekam er das Schloss zurück und wurde freigelassen, er verließ aber das inzwischen ausgeplünderte Schloss. Das Schlossgelände ist heute teilweise in privatem Besitz. Im Westflügel ist die Gemeindeverwaltung (Mairie) untergebracht. Südlich des Schlosses schließen sich die Reste des alten Schlossparkes an.
1880 bekam Tollaincourt gemeinsam mit Lamarche einen Bahnhof an der Bahnstrecke Merrey–Hymont-Mattaincourt.

### Bevölkerungsentwicklung
| Jahr                                       | 1962 | 1968 | 1975 | 1982 | 1990 | 1999 | 2022 |
| Einwohner                                  | 264  | 230  | 205  | 187  | 218  | 135  | 117  |
| (bis 1999 Addition der Vorgängergemeinden) |      |      |      |      |      |      |      |

Im Jahr 1881 wurde mit 457 Bewohnern die bisher höchste Einwohnerzahl ermittelt. Die Zahlen basieren auf den Daten von cassini.ehess und INSEE.

## Sehenswürdigkeiten
- Kirche Saint-Didier (St. Desiderius)
- drei Lavoirs

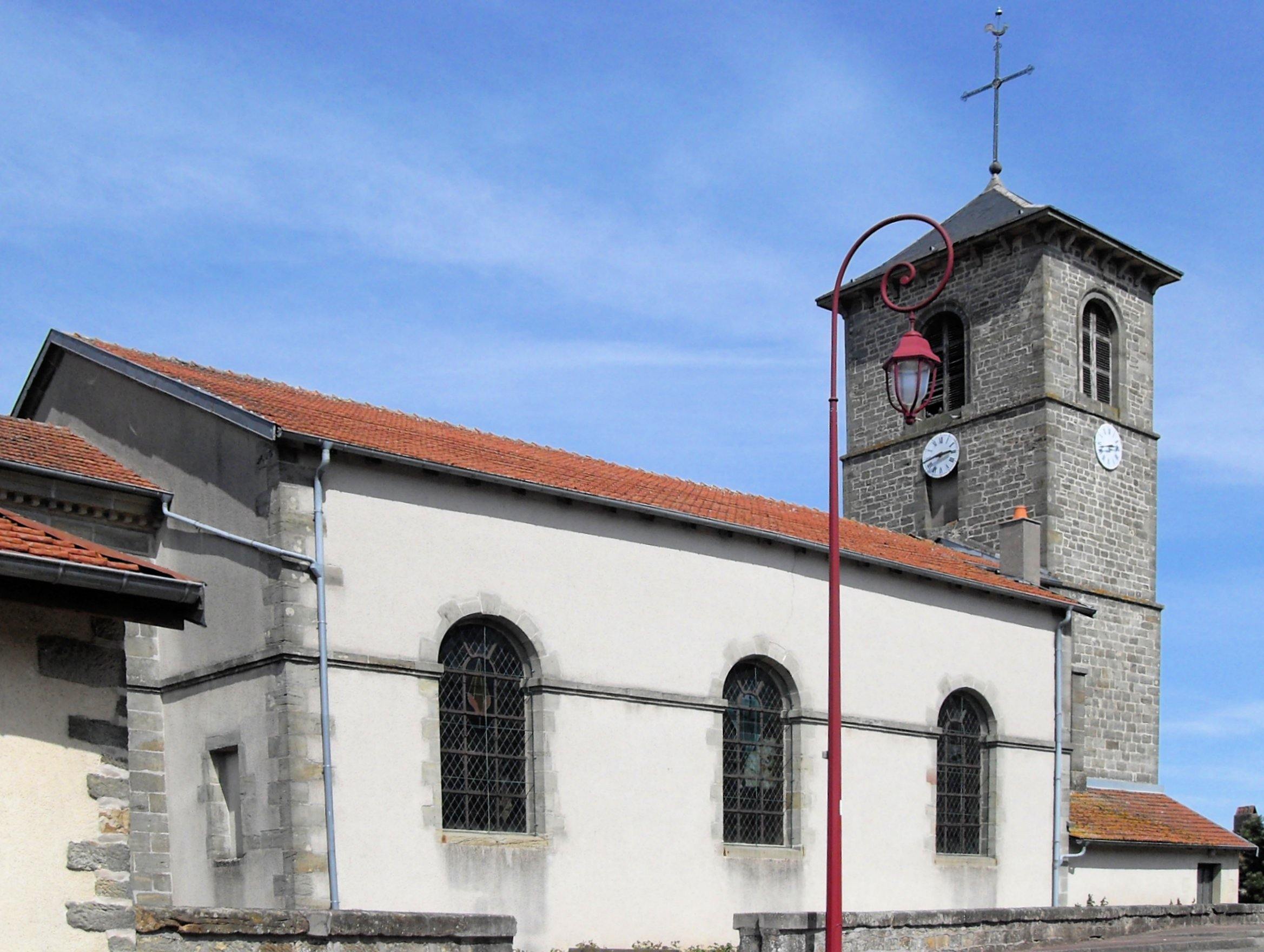
Kirche Saint-Didier
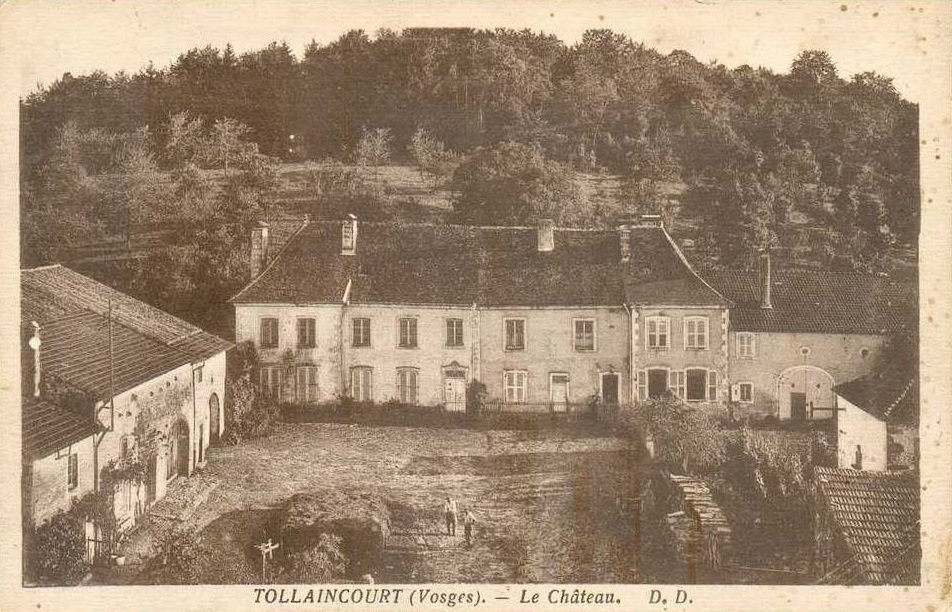
Schloss Tollaincourt Anfang des 20. Jahrhunderts

## Wirtschaft und Infrastruktur
In der Gemeinde sind fünf Landwirtschaftsbetriebe ansässig (Getreideanbau, Milchwirtschaft).
Durch die Gemeinde Tollaincourt führt die Fernstraße D 1 von Lamarche nach Rozières-sur-Mouzon. Sieben Kilometer nordwestlich von Tollaincourt besteht ein Anschluss an die Autoroute A 31 von Toul nach Dijon. Der drei Kilometer von Tollaincourt entfernte Bahnhof Rozières-sur-Mouzon liegt an der Bahnstrecke Merrey–Hymont-Mattaincourt.

## Belege
1. ↑  ARRETE N°1834/2016. (PDF) Département Vosges, 19. September 2016, abgerufen am 31. Oktober 2023 (französisch).
2. ↑  Histoire à La Révolution du territoire du Saône & Mouzon auf si-saonemouzon.com (französisch)
3. ↑  Tollaincourt auf cassini.ehess
4. ↑  Rocourt auf cassini.ehess
5. ↑  Tollaincourt auf INSEE
6. ↑  Landwirtschaftsbetriebe auf annuaire-mairie.fr (französisch)